# 中原大學張靜愚紀念圖書館
中原大學張靜愚紀念圖書館是隸屬於中華民國中原大學的大學圖書館，因紀念中原大學前董事長張靜愚得名。

## 歷史
中原大學圖書館於1955年建立，1964年興建圖書館大樓；1982年因需擴展圖書館硬體設備而建立圖書館新館，並於1985年完工。圖書館由由潘冀建築師事務所與王秋華建築師設計。
建築獲得建築師雜誌舉辦的第一屆台灣建築25年獎。

## 建築與館藏
圖書館內部空間有六層，地上五層，地下一層，建築面積3600坪以上，閱讀座位1600席以上。二樓大廳左側設有「張靜愚紀念室」。
館藏有中文圖書55萬冊與外文圖書25萬冊以上。

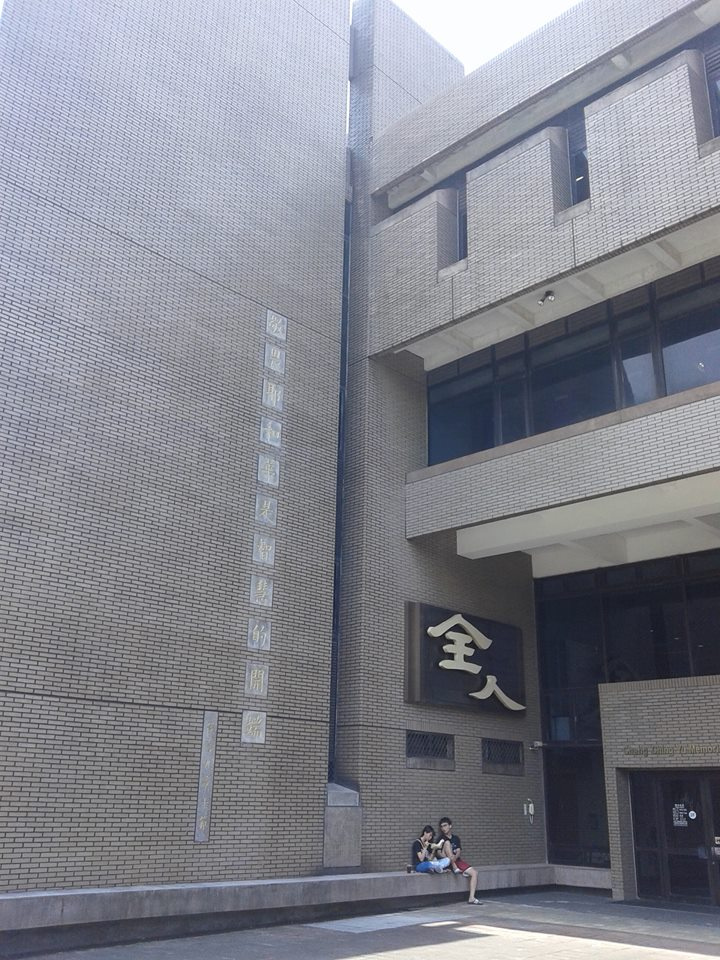
圖書館一角
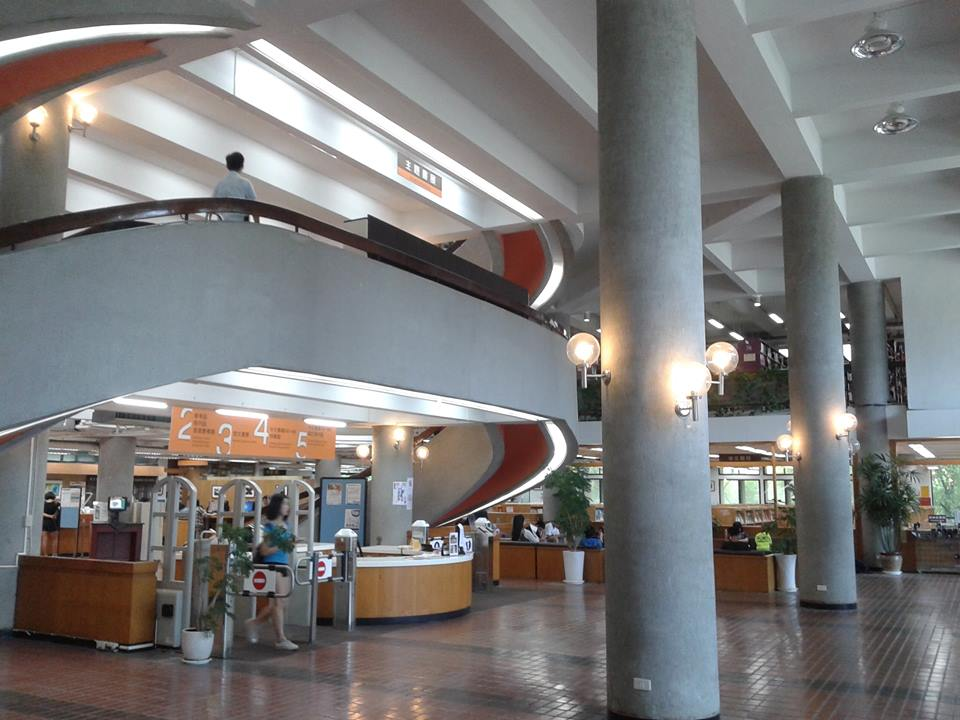
二樓大廳
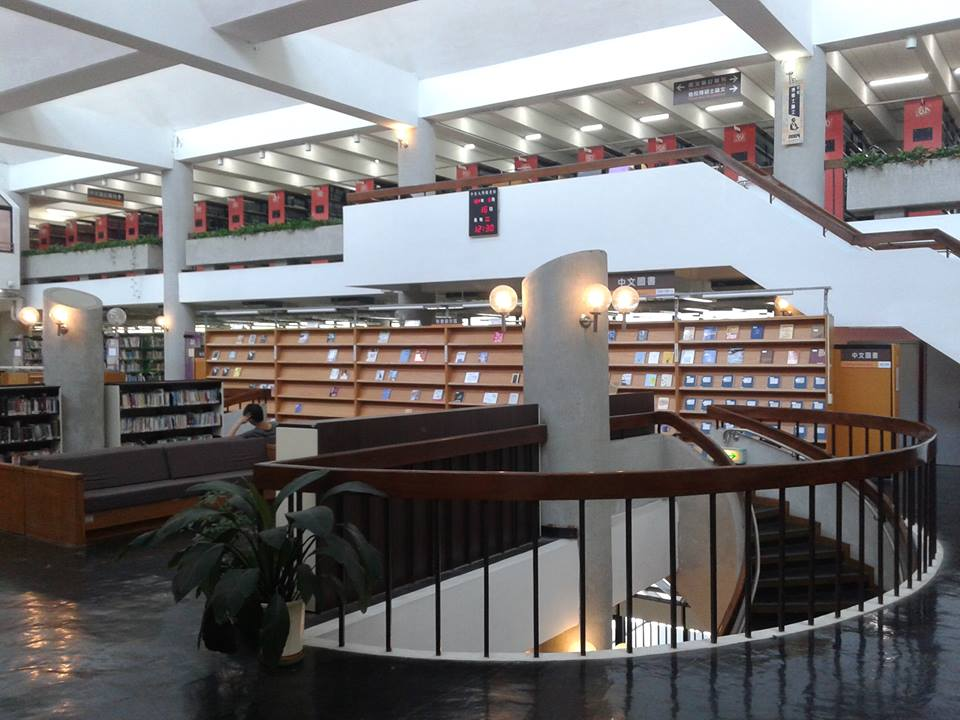
四樓書庫
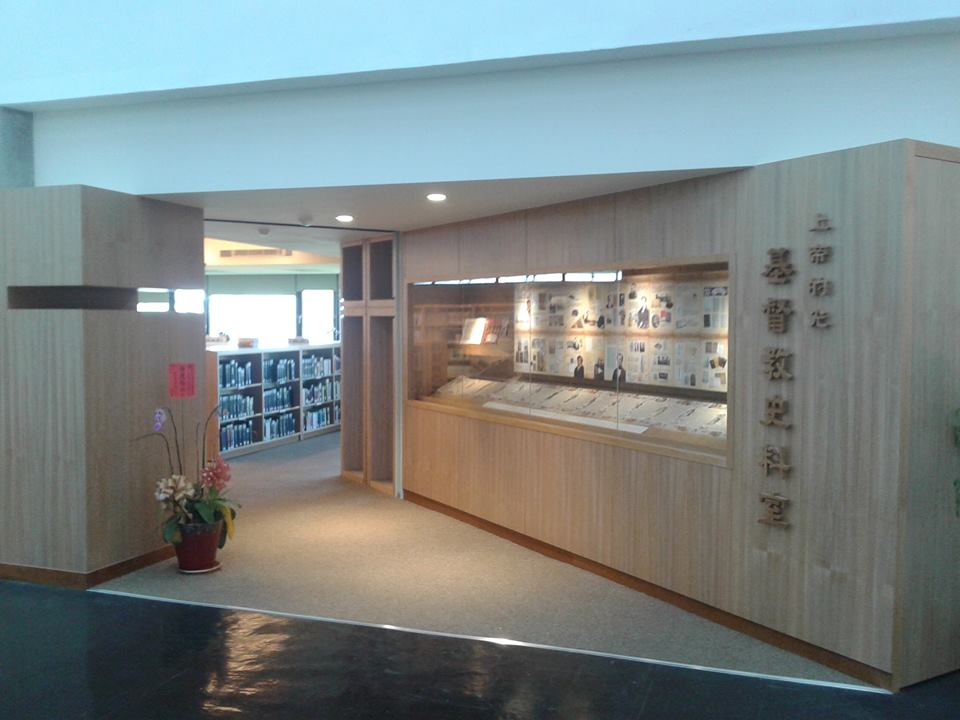
四樓基督教史料室
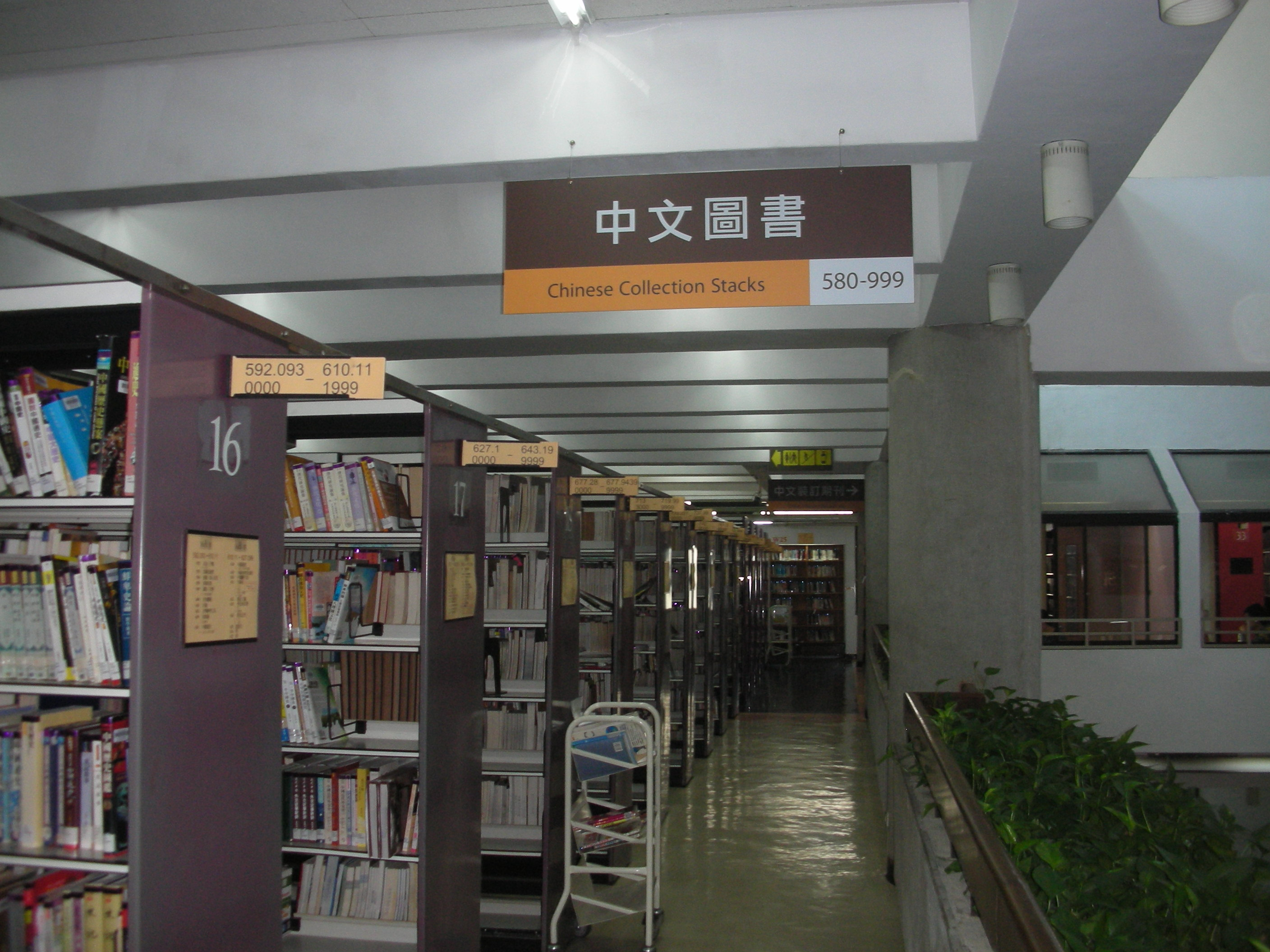
五樓書庫

## 外部連結
- 中原大學張靜愚紀念圖書館 （页面存档备份，存于）